# Alkoholmissbrauch
Alkoholmissbrauch (auch Alkoholabusus) umfasst im Allgemeinen ein Spektrum von Konsumarten alkoholischer Getränke jenseits gesellschaftlich akzeptierter Normen oder mit gesundheitlicher Schadwirkung, die u. a. unter folgenden Stichwörtern behandelt werden: 
- schädlicher Alkoholkonsum, siehe Alkoholkonsum#Klassifizierung des Alkoholkonsums
- Alkoholkonsumstörung, Diagnoseschlüssel nach DSM-5
- Rauschtrinken (engl. binge drinking), Konsum großer Mengen innerhalb kurzer Zeit
- Alkoholvergiftung, Folge übermäßigen Alkoholkonsums
- Alkoholkrankheit, regelmäßiger schädlicher Alkoholkonsum